# Nazionale olimpica di calcio della Bulgaria
La nazionale olimpica bulgara di calcio  è la rappresentativa calcistica della Bulgaria che rappresenta l'omonimo stato ai giochi olimpici.

## Statistiche dettagliate sui tornei internazionali
Nota bene: come previsto dai regolamenti FIFA, le partite terminate ai tiri di rigore dopo i tempi supplementari sono considerate pareggi.

### Giochi olimpici
| Anno | Luogo             | Piazzamento             | V | N | P | Gol   |
| ---- | ----------------- | ----------------------- | - | - | - | ----- |
| 1952 | Helsinki          | Turno di qualificazione | 0 | 0 | 1 | 1:2   |
| 1956 | Melbourne         | Bronzo                  | 2 | 0 | 1 | 10:3  |
| 1960 | Roma              | Primo turno             | 2 | 1 | 0 | 8:3   |
| 1964 | Tokyo             | Non qualificata         | - | - | - | -     |
| 1968 | Città del Messico | Argento                 | 3 | 2 | 1 | 16:10 |
| 1972 | Monaco di Baviera | Non qualificata         | - | - | - | -     |
| 1976 | Montréal          | Non qualificata         | - | - | - | -     |
| 1980 | Mosca             | Non qualificata         | - | - | - | -     |
| 1984 | Los Angeles       | Non qualificata         | - | - | - | -     |
| 1988 | Seul              | Non qualificata         | - | - | - | -     |
| 1992 | Barcellona        | Non qualificata         | - | - | - | -     |
| 1996 | Atlanta           | Non qualificata         | - | - | - | -     |
| 2000 | Sydney            | Non qualificata         | - | - | - | -     |
| 2004 | Atene             | Non qualificata         | - | - | - | -     |
| 2008 | Pechino           | Non qualificata         | - | - | - | -     |
| 2012 | Londra            | Non qualificata         | - | - | - | -     |
| 2016 | Rio de Janeiro    | Non qualificata         | - | - | - | -     |
| 2020 | Tokyo             | Non qualificata         | - | - | - | -     |
| 2024 | Parigi            | Non qualificata         | - | - | - | -     |

## Tutte le rose

### Giochi olimpici
Calcio ai Giochi Olimpici Estivi 19521 Sokolov, 2 Evtimov, 3 Manolov, 4 Apostolov, 5 Božkov, 6 Petkov, 7 Milanov, 8 Kolev, 9 Panajotov, 10 Argirov, 11 Janev, 12 Minčev, 13 Nikolov, 14 Kapralov, 15 Canov, 16 Hristov, 17 Trendafilov, 18 Kekemanov, 19 Blagoev, 20 Stojanov, CT: Milev - Ormandžiev
Calcio ai Giochi Olimpici Estivi 19561 Janev, 2 Stojanov, 3 Diev, 5 Najdenov, 6 Milanov, 7 Kolev, 9 Josifov, 10 Goranov, 11 Rakarov, 12 Panajotov, 13 Manolov, 14 Kirčev, 18 Kovačev, 19 Nikolov, 20 Božkov, CT: Ormandžiev
Calcio ai Giochi Olimpici Estivi 1960P G. S. Najdenov, P G. I. Najdenov, P Părčanov, D Dimitrov, D Dimov, D Kirčev, D Kitov, D Manolov, D Rakarov, C Diev, C Kovačev, C Largov, A Abadžiev, A Canev, A Debărski, A Iliev, A Jakimov, A Jordanov, A Kolev, CT: Ormandžiev
Calcio ai Giochi Olimpici Estivi 19681 Jordanov, 2 Gerov, 3 Hristakiev, 4 Gajdarski, 5 Ivkov, 6 Georgiev, 7 Veselinov, 8 Jančovski, 9 Žekov, 10 Mihajlov, 11 Vasilev, 12 Stankov, 13 Nikodimov, 14 Gjonin, 15 Dimitrov, 16 Cvetkov, 17 Zafirov, 19 Krăstev, CT: Berkov
NOTA: Per le informazioni sulle rose precedenti al 1952 visionare la pagina della Nazionale maggiore.